# 貢布 (東開普省)
貢布是南非的城鎮，位於該國東部，由東開普省負責管轄，距離烏姆塔塔61公里，始建於1876年，面積38.15平方公里，2001年人口3,275，人口密度每平方公里86人。